# Erik Finnilä
Finn Erik Finnilä, född 31 maj 1904 i Vasa, död 5 november 1972, var en finländsk jurist.
Finnilä, som var son till handlanden Rudolf Gottfrid Finnilä och Alma Maria Laurin, blev student 1922, avlade högre rättsexamen 1927, blev juris kandidat 1928, vicehäradshövding 1930 och juris doktor på avhandlingen Bidrag till läran om fritt eller allmänt märke enligt finsk varumärkesrätt 1935. Han blev stadsfiskal i Kristinestad 1929, borgmästare 1931, yngre justitiekanslerssekreterare 1936, advokatfiskal i Vasa hovrätt 1940, sekreterare 1944, assessor 1944, hovrättsråd 1951, var häradshövding i Korsholms domsaga 1953–1954 och hovrättsråd i Vasa hovrätt från 1954.